# Utah Grizzlies
A Utah Grizzlies egy amerikai jégkorongcsapat az utahi West Valley Cityben. A franchise-ot 1981-ben alapították a Central Hockey League-ben, többszöri költözés és ligaváltás után 2005-ben került Utahba a jelenleg használt nevén. A csapat az ECHL nyugati főcsoportjának a központi divíziójában játszik. A klub a 10 100 férőhelyes Maverik Centerben játszik. A csapat partnerszerződésben áll a National Hockey League-ben szereplő Colorado Avalanche-csel, illetve az American Hockey League-ben szereplő Colorado Eagles-zel.

## Története
A franchise-ot 1981-ben alapították.

### Franchise története
- 1981–1983: Nashville South Stars
- 1983–1990: Virginia Lancers
- 1990–1992: Roanoke Valley Rebels
- 1992–1993: Roanoke Valley Rampage
- 1993–1994: Huntsville Blast
- 1994–2001: Tallahassee Tiger Sharks
- 2001–2002: Macon Whoopee
- 2002–2003: Lexington Men O' War
- 2005–napjainkig: Utah Grizzlies

## Helyezések
A csapat eddig elért legjobb helyezése a Hegyvidéki divízióban elért 1. hely volt a 2021-22-es szezonban.